# F(x) (группа)
f(x) (кор. 에프엑스) — южнокорейская гёрл-группа, сформированная в 2009 году компанией S.M. Entertainment. С момента дебюта они выпустили четыре студийных альбома, два мини-альбома и одно переиздание. Коллектив состоит из четырёх участниц: Виктории, Эмбер, Луны, и Кристал. Солли покинула группу в 2015 году.
f(x) заметны благодаря своему экспериментальному стилю и звучанию в жанре электропоп. Они являются одной из самых популярных корейских групп во всём мире, и были первыми корейскими артистками, когда-либо выступавшими на SXSW. Их второй студийный альбом Pink Tape стал единственным корейским альбомом, попавшим в список «41 лучший альбом 2013 года» по версии американского телеканала Fuse. Третий и четвёртый альбомы группы, Red Light (2014) и 4 Walls (2015), были коммерчески успешны и хорошо приняты музыкальными критиками.
После выпуска сингла SM Station «All Mine» в 2016 году группа прекратила групповую деятельность, и участники приступили к индивидуальной музыкальной, актёрской и модельной карьере. В августе 2019 года f(x) официально воссоединились как три участницы (без Виктории) и выступили на концерте SM Town Live 2019 в Токио.

## Название
Название группы представляет собой общий вид математической функции, что означает что они будут петь и танцевать в своём неповторимом стиле. Кроме того, «f» символизирует цветок, а «x» символизирует «X» женскую хромосому XX, которая, взятая вместе, символизирует «цветок, напоминающий о женщинах».

## Карьера

### 2000−08: Предебют
Кристал была замечена S.M. Entertainment в 2000 году во время семейной поездки в Корею вместе со своей старшей сестрой Джессикой (бывшая участница Girls’ Generation). Она снялась в небольшой роли в видеоклипе «Wedding March» известной корейской группы Shinhwa того же агентства. Солли была ребёнком-актрисой, в 2005 году впервые появилась на телевидении в роли юной Принцессы Сонхвы в дораме «Баллада Седонга». Луна попала в агентство в 2006 году после участия в реалити-шоу «Правдивая игра». Виктория была принята на стажировку после победы на Пекинском танцевальном конкурсе в сентябре 2007 года. Эмбер прошла международное прослушивание в Лос-Анджелесе в 2008 году.

### 2009−10: Дебют иNu ABO

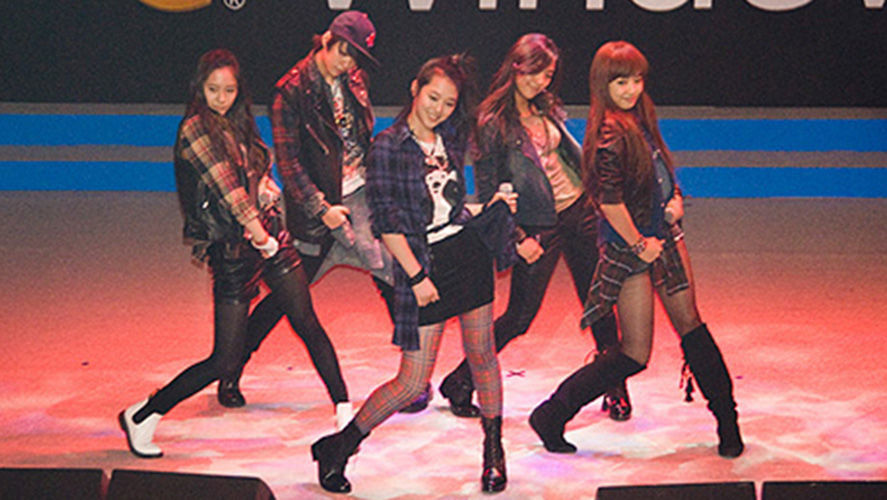
f(x) на Microsoft Windows Blogger Party, 2009 год

24 августа 2009 года был выпущен первый тизер, в котором f(x) представили как группу с поп-направлением и танцами. Их дебютный сингл «LA chA TA» был выпущен 3 сентября, а на следующий день состоялся шоукейс в Каннамгу. 5 сентября состоялось первое выступление на Music Core. Через некоторое время после дебюта f(x) были задействованы в рекламе LG New Chocolate BL40 вместе с Girls’ Generation. Обе группы выпустили свои версии песни «Chocolate Love»; f(x) выпустили версию в жанре электропоп, которую представили 21 октября. 6 ноября состоялся релиз их физического сингла «Chu~♡». Месяцем позже девушки выступили в качестве специальных гостей на концерте Girls’ Generation в Сеуле в рамках их первого азиатского тура Into the New World.
В начале 2010 года f(x) объединились с китайским бойбендом M.I.C. для промоушена LG Cyon, и выпустили китайскую версию «Lollipop». В апреле был выпущен документальный фильм «Привет, f(x)». 23 мая состоялся релиз первого мини-альбома Nu ABO. Одноимённый сингл имел успех в Корее, и занял первое место в чарте Gaon. В июне Эмбер пришлось временно приостановить деятельность в группе из-за травмы лодыжки, и до конца года девушки продолжали продвижении без неё. Несколькими месяцами позже f(x) выступали в мировом туре SMTown Live '10 World Tour, а также снимали второй документальный фильм «Коала f(x)». Стало известно, что дистрибьютором японских альбомов станет Avex Trax. В начале 2011 года Эмбер вернулась в группу.

### 2011−12:Pinocchio,Hot SummerиElectric Shock

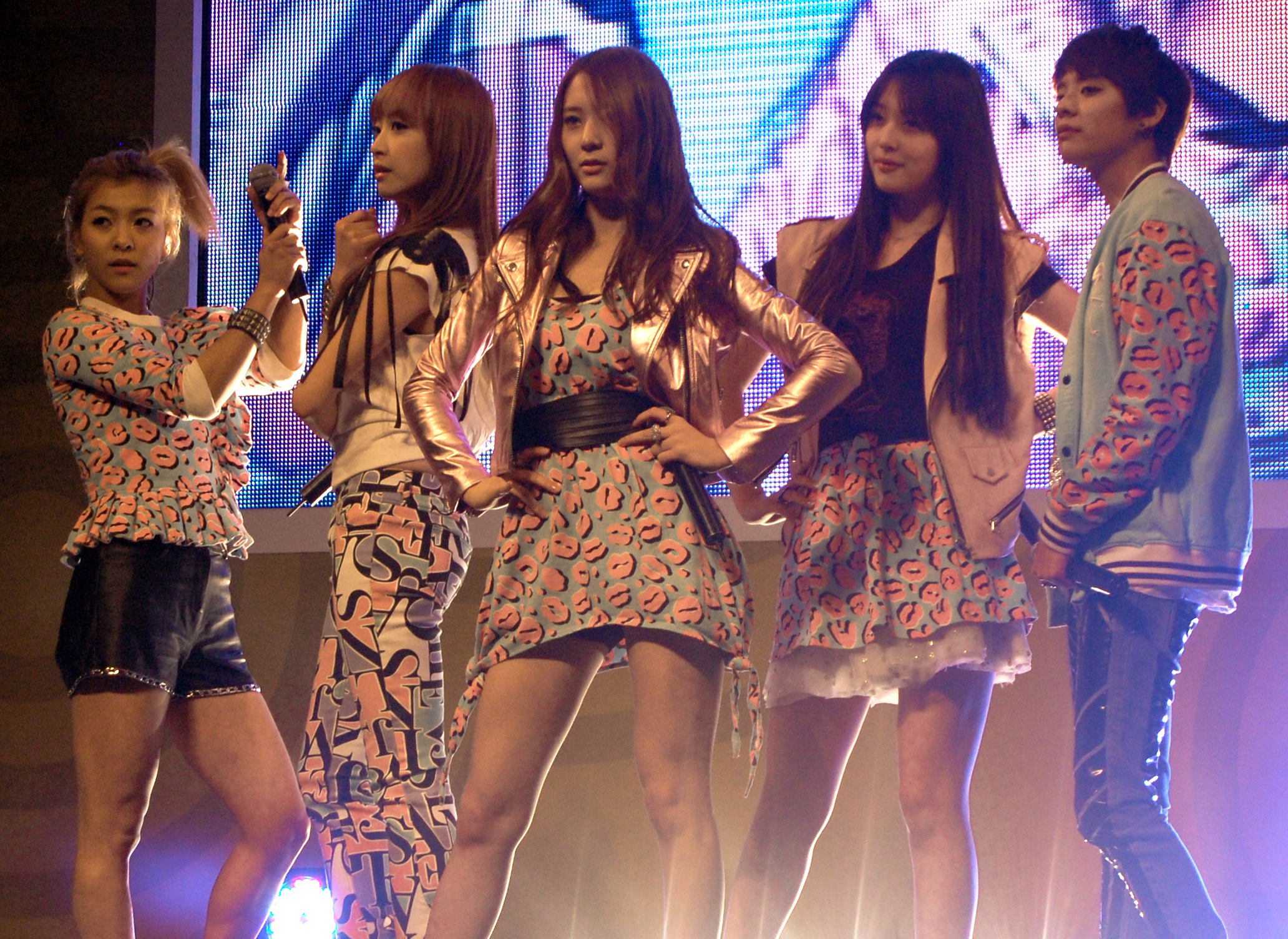
f(x) на 40-й годовщине KOCIS, 2011 год

20 апреля 2011 года состоялся релиз первого студийного альбома Pinocchio и сингла «Pinocchio (Danger)». Песня стала № 1 в различных корейских чартах и принесла восемь побед на музыкальных шоу. 17 июня состоялся релиз переиздания под названием Hot Summer. Сингл «Hot Summer» стал одним из самых успешных в Корее за 2011 год.
12 июня 2012 года был выпущен второй мини-альбом Electric Shock. Он был хорошо воспринят публикой и позволил девушкам одержать девять побед на музыкальных программах. В ноябре f(x) одержали победу на Mnet Asian Music Awards в номинации «Лучшее Танцевальное Выступление (Женская Группа)». В январе 2013 года «Electric Shock» и «Jet» были заявлены в номинации «Лучшая Танцевальная и Электронная Песня» на Korea Music Awards, и первая одержала победу.

### 2013−14:Pink Tape, признание критиков иRed Light
В начале 2013 года f(x) стали обладательницами Цифрового Бонсана премий Golden Disk Awards и Seoul Music Awards, а также награды «Музыкальная Звезда MBC» от Melon Music Awards. В марте они стали первыми корейскими артистками, выступившими на фестивале SXSW. Во время своего визита в США группа также сняла скетч «Веселье или смерть» с Анной Кендрик. 23 июля был выпущен второй студийный альбом Pink Tape с синглом «Rum Pum Pum Pum». Пластинка имела успех как в Корее, так и в США. Pink Tape стал единственным корейским альбомом, попавшим в список «41 лучший альбом 2013 года» по версии американского телеканала Fuse. Песня «Airplane» также попала в список «20 лучших корейских песен 2013 года» по версии Billboard.

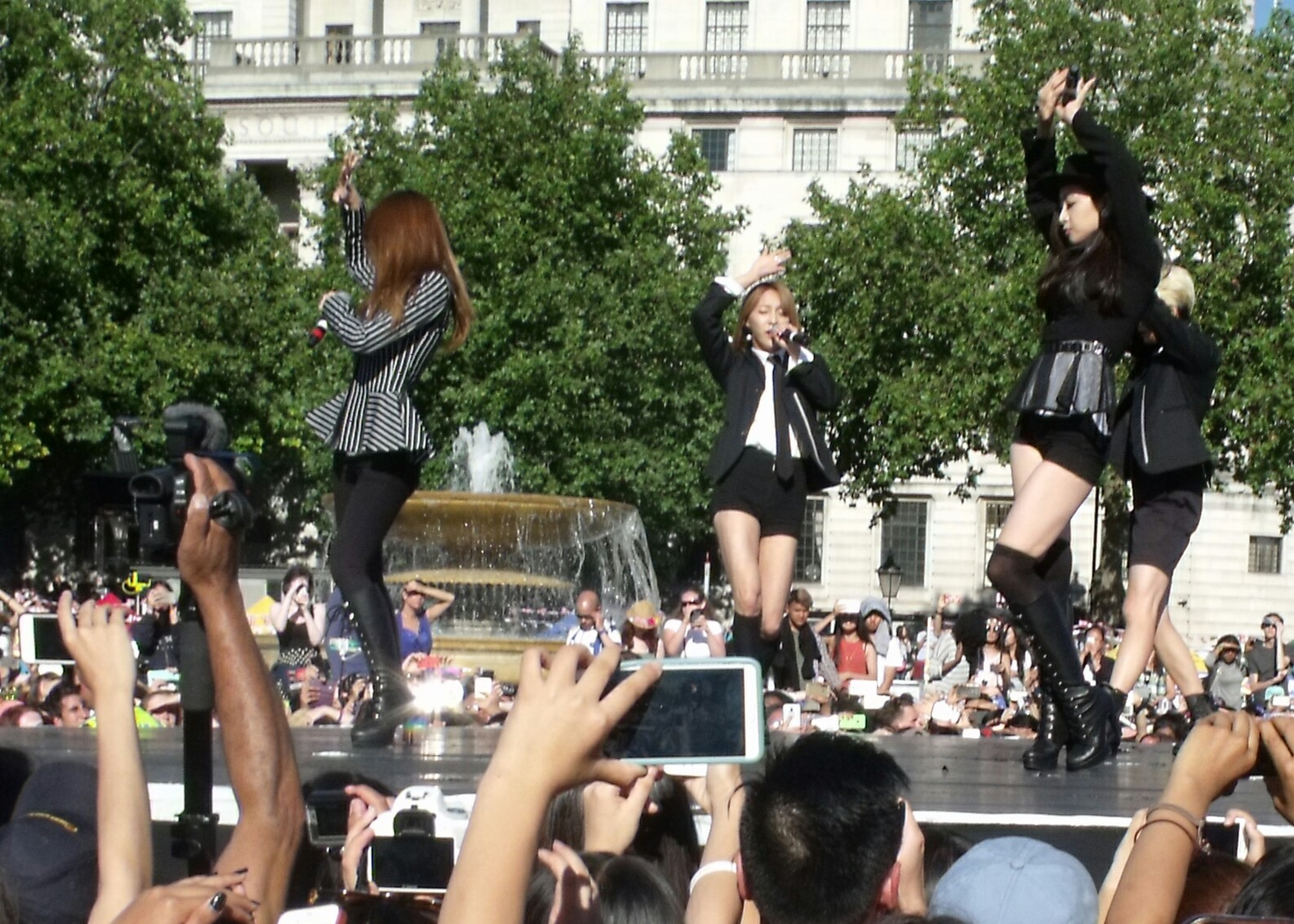
f(x) на London Korea Festival, 2015 год

3 июля 2014 года был выпущен третий студийный альбом Red Light. Музыкальное видео на одноимённый сингл набрало более 2 миллионов просмотров за первые сутки и было хорошо признано фанатками за рубежом. Почти сразу после выхода было объявлено, что Солли не сможет принимать участие в продвижении из-за проблем со здоровьем.

### 2015—2016: уход Солли,4 Walls, первый концертный тур и перерыв
22 июля 2015 года f(x) выпустили японский сингловый альбом Summer Special Pinocchio / Hot Summer, который дебютировал с 23 места в чарте Oricon. 7 августа стало известно, что Солли покидает группу для фокусировки на актёрской карьере. В октябре того же года был выпущен четвёртый студийный альбом 4 Walls. Для промоушена было запущено реалити-шоу f(x)=1 cm. 15 декабря в рамках специального проекта S.M. Entertainment f(x) выпустили сингл «12:25 (Wish List)».
31 января 2016 года было объявлено официальное имя фан-клуба — MeU. 22 июля в рамках проекта SM Station был выпущен сингл «All Mine». 2 ноября был выпущен второй японский сингловый альбом 4 Walls / Cowboy.

### 2019—2021: Воссоединение и уходы Виктории, Эмбер, Луны и Кристал из S.M. Entertainment
В августе 2019 года f(x) официально воссоединились и выступили на трёхдневном концерте SM Town Live 2019 в Токио в составе трио (без Виктории).
1 сентября 2020 года Эмбер объявила, что её контракт с агентством подошёл к концу.
5 сентября SM Entertainment объявил, что Луна также не продлила свой контракт с компанией, и что контракт с Викторией всё ещё обсуждается, позже стало известно что она решила не продлевать контракт.
12 октября было объявлено, что Кристал официально покинула SM и подписала эксклюзивный контракт с H& Entertainment.
9 апреля 2021 года SM объявили, что контракт Виктории с ними истек.
23 апреля  во время обзорного видео о своей деятельности с дебюта по настоящее время Луна выразила недоумение по поводу того, что f(x) упоминаются в прошедшем времени, заявив, что группа ещё не распались.

## Участники

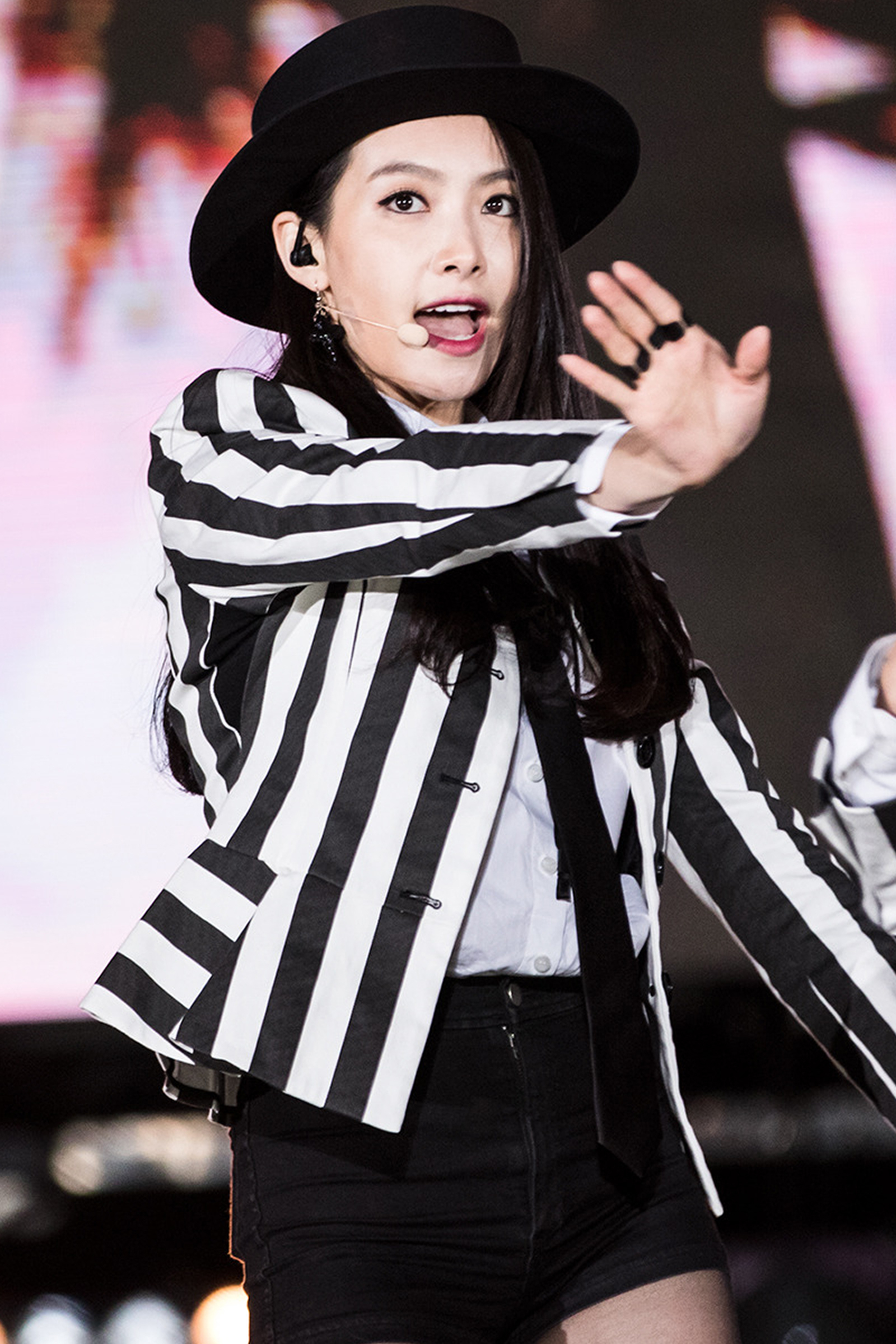
Виктория
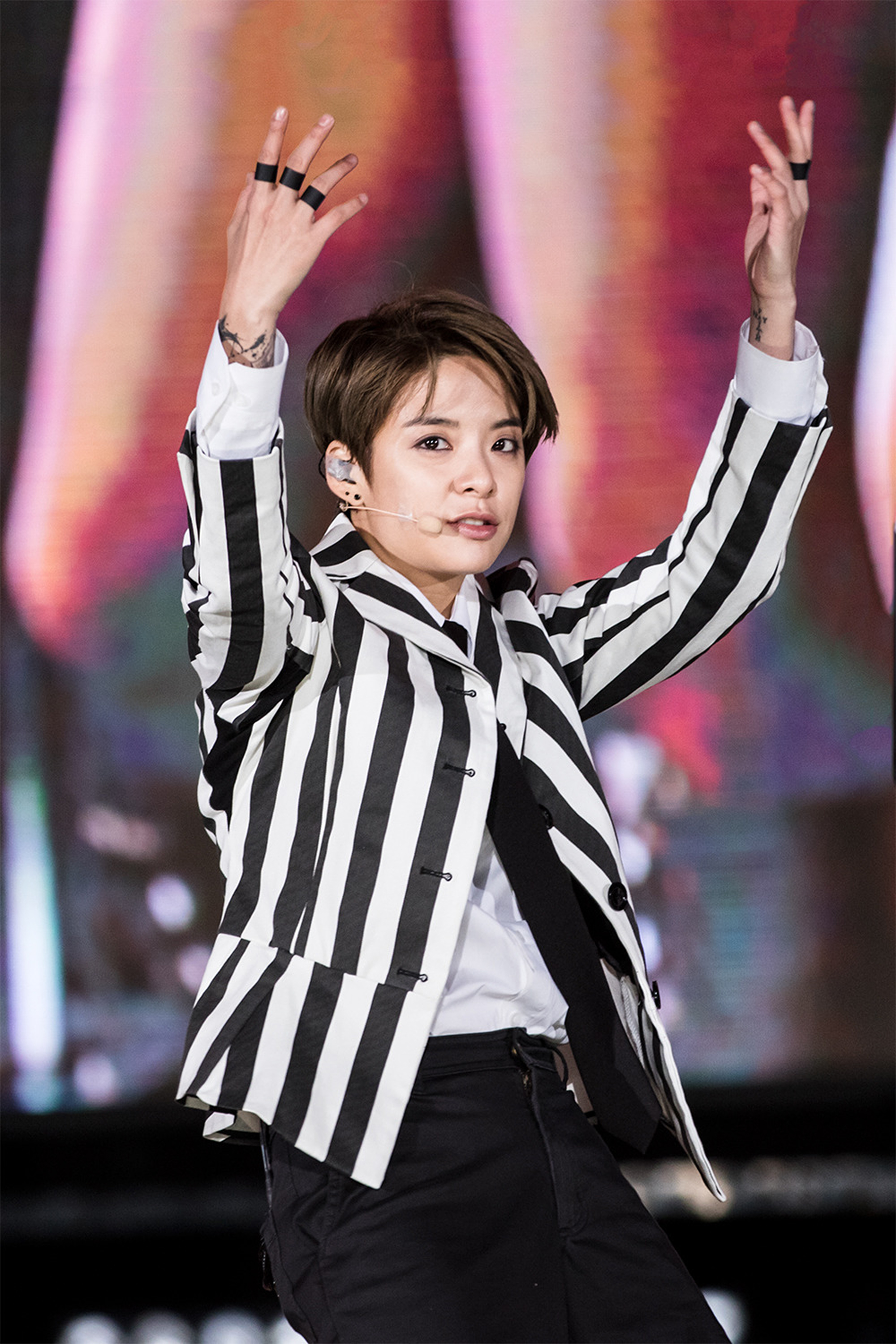
Эмбер
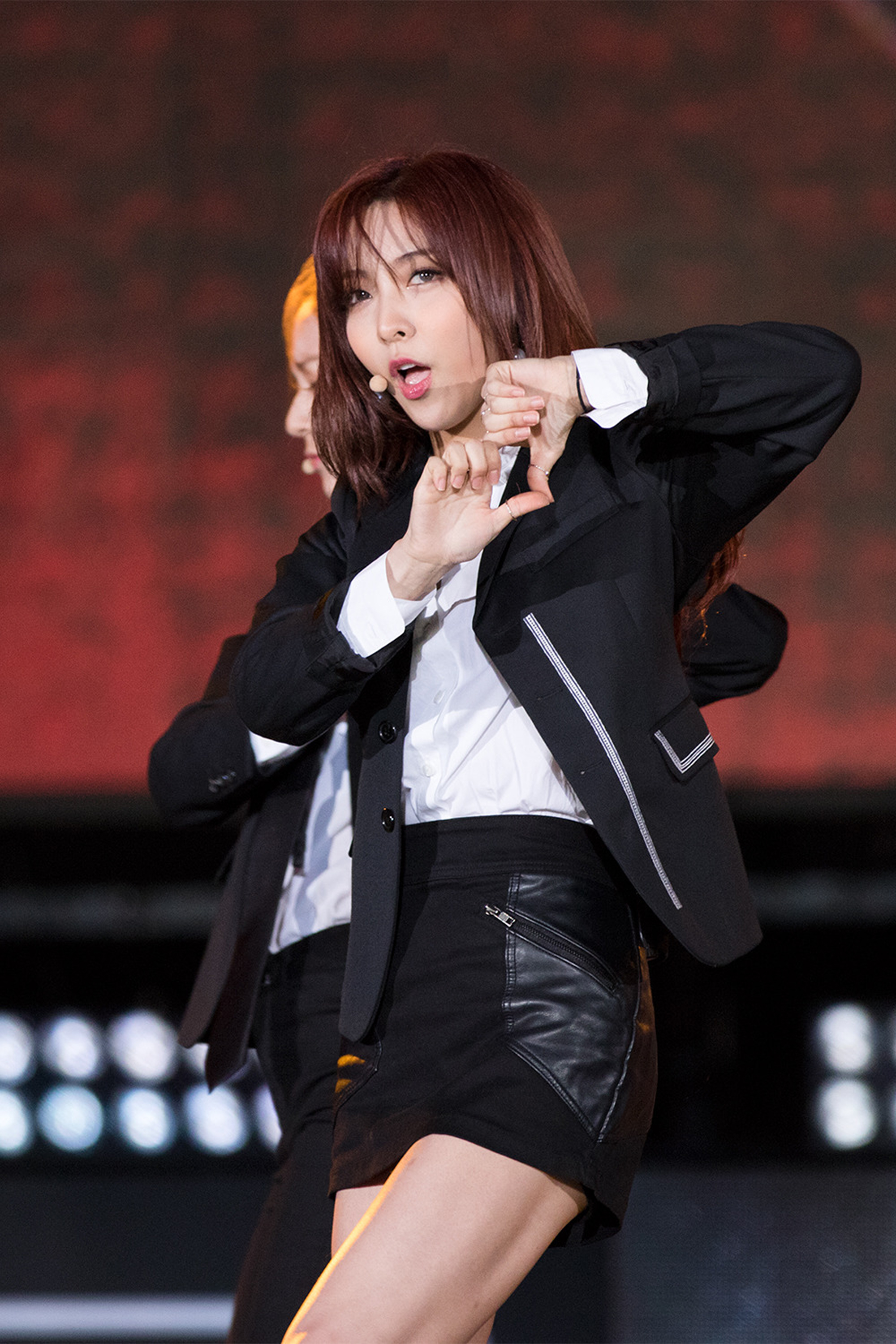
Луна
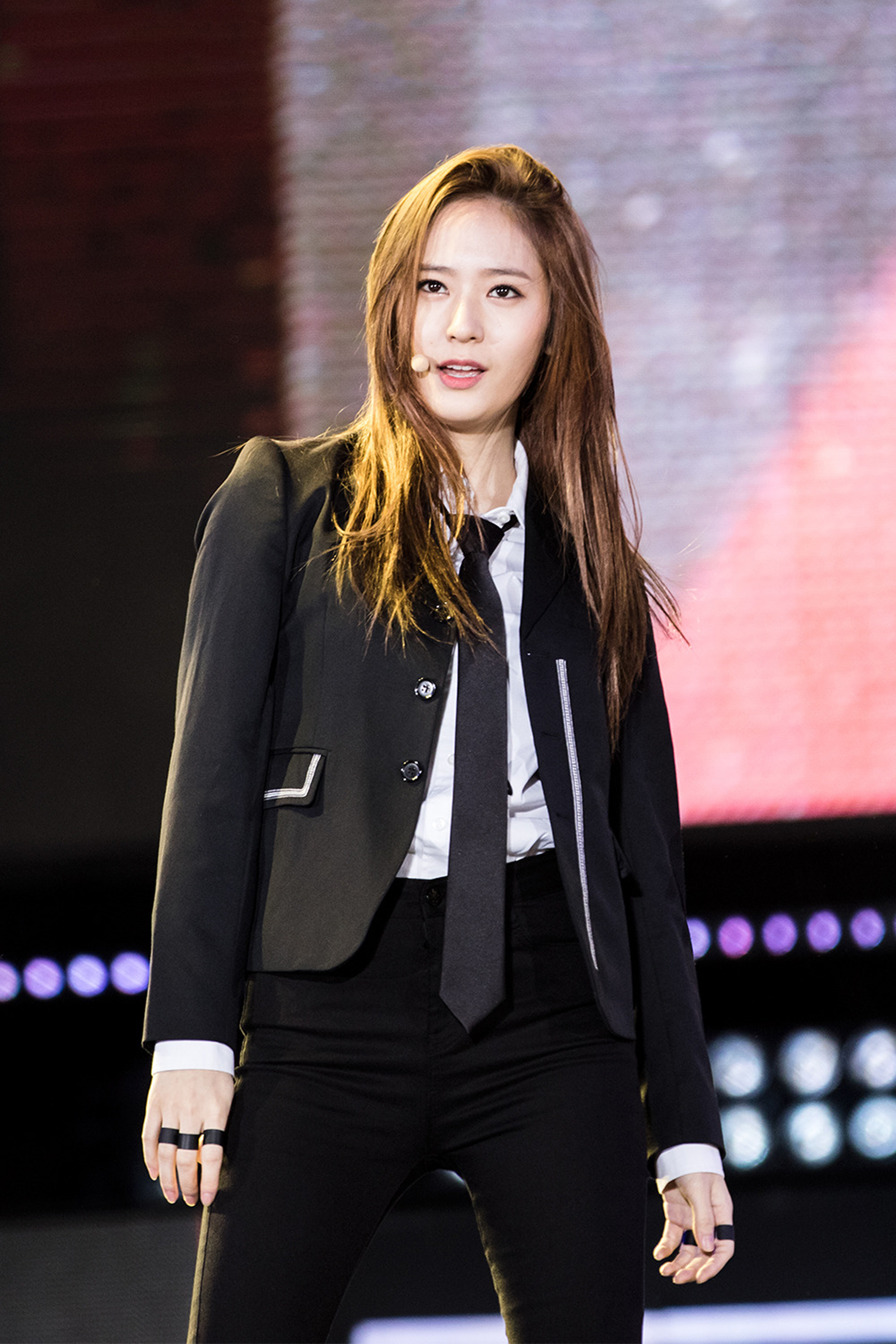
Кристал

| Сценический псевдоним | Сценический псевдоним | Настоящее имя      | Настоящее имя | Дата рождения | Позиция в группе                         |
| Основной              | Другой                | На русском         | Хангыль/Ханча | Дата рождения | Позиция в группе                         |
| --------------------- | --------------------- | ------------------ | ------------- | ------------- | ---------------------------------------- |
| Виктория              | Victoria              | Сун Цянь           | 宋茜          | 02.02.1987    | Лидер, главный танцор, вокалистка        |
| Эмбер                 | Amber                 | Эмбер Джозефина Лю | 刘逸云        | 18.09.1992    | Главный рэпер, вокалистка, лицо группы   |
| Луна                  | Luna                  | Пак Сон Ён         | 박선영        | 12.08.1993    | Главная вокалистка, ведущий танцор       |
| Кристал               | Krystal               | Чон Кристал        | 크리스탈 정   | 24.10.1994    | Ведущая вокалистка, центр, вижуал, макнэ |

### Бывшие участницы
| Сценический псевдоним | Сценический псевдоним | Настоящее имя | Настоящее имя | Дата рождения | Позиция в группе           |
| Основной              | Другой                | На русском    | Хангыль       | Дата рождения | Позиция в группе           |
| --------------------- | --------------------- | ------------- | ------------- | ------------- | -------------------------- |
| Солли                 | Sulli                 | Чхве Чжин Ри  | 최진리        | 29.03.1994    | Ведущий рэпэр, вокалистка. |

## Дискография
| - Pinocchio (2011) - Pink Tape (2013) - Red Light (2014) - 4 Walls (2015) | - Nu ABO (2010) - Electric Shock (2012) |  |

## Концерты и туры

### Туры
- Dimension 4 — Docking Station (2016)

### Концерты
- SM Town Live '10 World Tour (2010—2011)
- SM Town Live World Tour III (2012—2013)
- SM Town Week (с EXO) (2013)
- SM Town Live World Tour IV (2014—2015)
- SM Town Live World Tour V (2016)